# Velký nekonvexní rhombicosidodecahedron
V geometrii je velký nekonvexní rhombikosidodekaedr nekonvexní uniformní mnohostěn, indexovaný jako U 67 . Má 62 stěn (20 trojúhelníků, 30 čtverců a 12 pentagramů), 120 hran a 60 vrcholů.  Je také nazýván jako kvazirhombikosidodekaedr. Jeho vrcholem je zkřížený čtyřúhelník.
Toto těleso sdílí jméno s konvexním velkým rhombikosidodekaedrem, také známým jako zkrácený dvacetistěn.

## Kartézské souřadnice
Kartézské souřadnice pro vrcholy nekonvexního velkého rhombikosidodekaedru jsou všechny sudé permutace
(±1/τ 2, 0, ±(2−1/τ))
(±1, ±1/τ 3, ±1)
(±1/τ, ±1/τ2, ± 2 /τ)
kde τ = (1+ √5 )/2 je zlatý řez (někdy psáno φ).

## Související mnohostěny
Kvazirhombikosidodekaedr sdílí své vrcholové uspořádání se zkráceným velkým dvanáctistěnem a s jednotnými složeninami 6 nebo 12 pětiúhelníkových hranolů. Dále také sdílí své okrajové uspořádání s velkým dodekikosidodekaedrem (mají společné trojúhelníkové a pentagramové stěny) a velkým rhombidodekaedrem (se společnými čtvercovými plochami).
| Velký nekonvexní rhombicosidodecahedron | Velký dodecicosidodecahedron     | Velký rhombidodecahedron            |
| Zkrácený velký dvanáctistěn             | Složení šesti pětibokých hranolů | Složení dvanácti pětibokých hranolů |

### Velký deltový hexakontaedr
Velký deltoidní hexakontaedr je nekonvexní isoedrický mnohostěn. Je to duál velkého nekonvexního rhombikosidodecaedru. Vzhledově je identický s velkým rhombidodekacronem. Má 60 protínajících se příčných čtyřúhelníkových ploch, 120 hran a 62 vrcholů.
Někdy je nazýván jako velký strombický hexakontaedr.